# Selección de balonmano de Cabo Verde
La selección de balonmano de Cabo Verde es el equipo nacional de balonmano de dicho país. La selección es controlada por la Federación de Balonmano de Cabo Verde, que a su vez forma parte de la Confederación Africana de Balonmano.
En 2020 se estrenó por primera vez en un Campeonato Africano de Balonmano, donde tras lograr una meritoria 5ª plaza logró la clasificación para el Campeonato Mundial de Balonmano Masculino de 2021.
En el Mundial 2021 las cosas no le fueron demasiado bien, pues se vieron obligados a abandonarlo en la fase de grupos, debido a numerosos casos de COVID-19 entre los jugadores.

## Historial
Como Cabo Verde no fue independiente hasta 1975, se tienen en cuenta únicamente los campeonatos a partir de esa fecha.

### Juegos Olímpicos
- 1976 - No participó
- 1980 - No participó
- 1984 - No participó
- 1988 - No participó
- 1992 - No participó
- 1996 - No participó
- 2000 - No participó
- 2004 - No participó
- 2008 - No participó
- 2012 - No participó
- 2016 - No participó
- 2020 - No participó

### Campeonato Mundial
- 1978 - No participó
- 1982 - No participó
- 1986 - No participó
- 1990 - No participó
- 1993 - No participó
- 1995 - No participó
- 1997 - No participó
- 1999 - No participó
- 2001 - No participó
- 2003 - No participó
- 2005 - No participó
- 2007 - No participó
- 2009 - No participó
- 2011 - No participó
- 2013 - No participó
- 2015 - No participó
- 2017 - No participó
- 2019 - No participó
- 2021 - 32ª plaza

### Campeonato Africano
- 1976 - No participó
- 1979 - No participó
- 1981 - No participó
- 1983 - No participó
- 1985 - No participó
- 1987 - No participó
- 1989 - No participó
- 1991 - No participó
- 1992 - No participó
- 1994 - No participó
- 1996 - No participó
- 1998 - No participó
- 2000 - No participó
- 2002 - No participó
- 2004 - No participó
- 2006 - No participó
- 2008 - No participó
- 2010 - No participó
- 2012 - No participó
- 2014 - No participó
- 2016 - No participó
- 2018 - No participó
- 2020 - 5ª plaza
- 2022 -  Medalla de plata